# Броварна Юлія Валентинівна
Ю́лія Валенти́нівна Брова́рна (нар. 1979, м. Вінниця, Вінницька область) — поетеса, художник-ілюстратор.

## Біографія

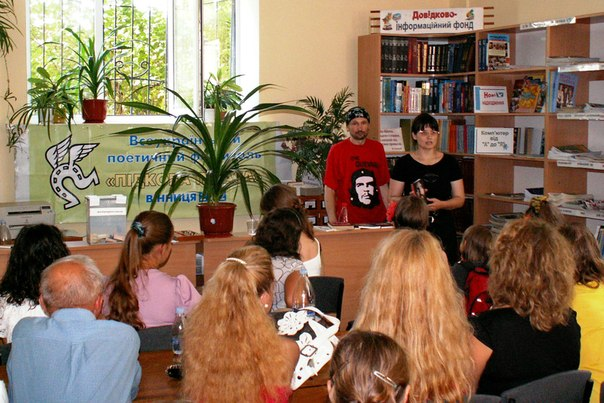
Леонід Борозєнцев і Юлія Броварна на фестивалі «Підкова Пегаса-2012»

Народилася 13 березня 1979 року і проживає у Вінниці. Закінчила Вінницький державний педагогічний університет імені Михайла Коцюбинського за фахом «філологія» і «соціальна педагогіка».
З 2001 р. — в команді організаторів щорічного всеукраїнського конкурсу одного вірша «Малахітовий носоріг», з 2006 р. — співорганізатор всеукраїнського фестивалю поезії на Поділлі «Підкова Пегаса», з 2010 р. — одна з кураторів громадської ініціативи «Вінницький Дім поета». З 2011 р. — голова Вінницького обласного відділення, з 2013 - віце-президент  Асоціації українських письменників.

## Літературна діяльність
Початок літературної діяльності припав на 90-ті роки XX століття і пов'язаний з вінницьким літературним об'єднанням «Сучасник». З 2003 р. — учасниця літературного угруповання «Лірики Transcendent'a». Писала вірші та малу прозу українською і російською мовами. Сфери інтересів — авторська пісня, журналістика, видавнича справа. Дописувач низки регіональних видань, зокрема газети «Подільська зоря»; член редколегій газет «Літтерра» та «Поле литературное»; учасниця творчих колективів низки літературних альманахів — «Стожари» (2003, 2004 рр.), «Маскарад» (2004). Ілюстратор дитячих книжок, автор графіки для низки видань вінницького видавництва «Континент-ПРИМ».
Поклала на музику і заспівала під гітару переклади віршів з книги «Такі собі казки» Р. Кіплінга для аудіопроекту видавництва «Богдан» (Тернопіль, 2010).
Одна з ініціаторів проведення на Поділлі першого «Кіплінг-фесту» (2012), творчих зустрічей літераторів — Тараса Федюка, Вікторії Гранецької, Віктора Мельника, гутірки українських поетів «Севама»; автор рецензій в пресі на творчі доробки колег та повідомлень про літературні події.
Переможниця, лауреат, а надалі і член журі низки всеукраїнських поетичних фестивалів, зокрема, таких, як «Літаючий дах» в Черкасах (2004), «Звуки поезії» у Вінниці (2004, 2005), Пушкінський фестиваль поезії у Кам'янці Черкаської області (2004 та 2005 рр.), «Сінані-фест» у  Ялті (2008).
Лауреат літературної премії МСПУ ім. Тетяни Снєжиної (2013), Подільської літературно-мистецької премії «Кришталева вишня» (2015), Всеукраїнської літературної премії ім. М. Коцюбинського (2024) у номінації «Поезія» за збірку лірики «Сепія.
Член Національної спілки журналістів України (від 2002 р.)

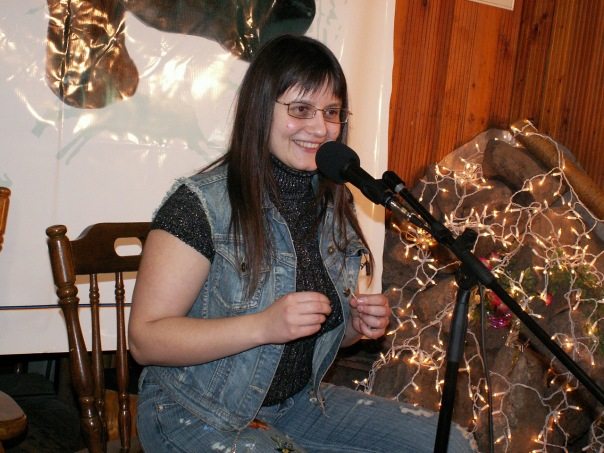
Юлія Броварна на конкурсі «Малахітовий носоріг-2008»

## Твори

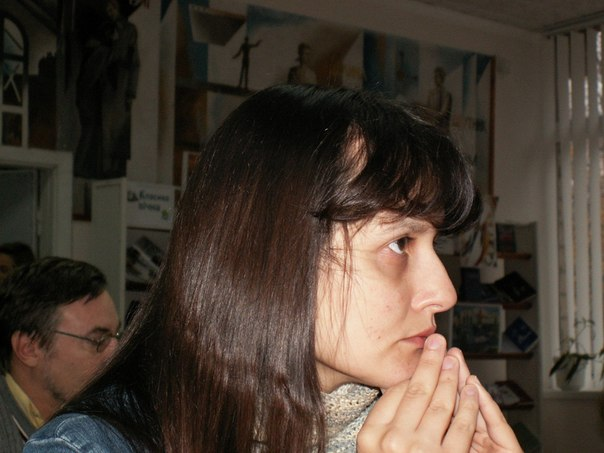
Юлія Броварна у Вінницькому Домі поета, 2012

- "Життя різнобарвні скельця". Поезія (Вінниця: Нілан-LTD, 2003)
-  "Кіновар". Поезія (Київ: Гамазин, 2016, серія "Зона Овідія")
- "Сепія". Поезія (білінгва, Серія Бібліотека української поезії "Перед лицем війни" фундації "Пограниччя", Польща, Сейни, 2023)
Друкується в періодичних виданнях України. Зокрема, її твори публікувалися у журналах «Дніпро», «Вінницький край», "Золота Пектораль" (2023) "Київ" (2024), увійшли до антології „Украина. Русская поэзия. ХХ век“ (Київ, 2008), колективних збірок і альманахів — „Взмах крыла“ (Вінниця, 2003), Стожари» (Вінниця, 2004), «Маскарад» (Вінниця, 2004), «Антологія сучасної новелістики та лірики України» (Канів, 2005), «Ключи» (Вінниця, 2005), «Листья» (Остін, США, 2007), «Провинция» (Запоріжжя, 2006 та 2009), «Стых» (Дніпропетровськ, 2009), «Арт-ШУМ» (Дніпропетровськ, 2009), «Харківський міст» (Харків, 2010), SITIS (Канів, 2010), «Експрес Молодість» (Вінниця, 2010), "ЛИТ-Ё (Харків, 2012), «ЛАВА» (Харків, 2012), до видання Ліриків Transcendent'a «Книга лирики» (Вінниця, 2013) та ін.
Творчість широко представлена у мережі Інтернет, зокрема, на літературних порталах: «Поезія та авторська пісня України» [Архівовано 12 травня 2013 у Wayback Machine.], «Поетичні майстерні» [Архівовано 4 березня 2016 у Wayback Machine.].